# Житновичи
Житновичи (бел. Жытнавічы) — деревня в Пинском районе Брестской области Белоруссии, в составе Молотковичского сельсовета. Население — 95 человек (2019).

## География
Житновичи находятся в 10 км к юго-западу от центра Пинска. В деревне пересекаются местные дороги Стытычево — Кончицы и Домашицы — Малая Вулька. Местность принадлежит бассейну Днепра, через деревню течёт ручей, впадающий в реку Пину в 3 км к северу. Ближайшая ж/д станция в Молотковичах (линия Брест — Пинск — Гомель).

## История
Житновичи — старинное поселение, первое письменное упоминание относится к 1495 году, когда пинская княгиня Мария даровала его роду Полозов. Позднее имение принадлежало Пинскому Лещинскому монастырю, в первой половине XVI века королева Бона Сфорца выкупила его в королевские владения, в конце XVI века оно было передано пинскому православному женскому монастырю, а позднее его владельцами стали монахи из грекокатолического ордена базилиан.
Со времени территориально-административной реформы середины XVI века в Великом княжестве Литовском Житновичи входили в состав Пинского повета Берестейского воеводства.
После второго раздела Речи Посполитой (1793) в составе Российской империи, деревня входила в состав Пинского уезда.
На стыке XVIII и XIX веков владельцами поместья стали представители рода Рыдзевских, которые в середине XIX века построили усадебный дом с приусадебным парком, а в 1895 году открыли лесопильный завод.
Согласно Рижскому мирному договору (1921) деревня вошла в состав межвоенной Польши. С 1939 года в составе БССР.

## Достопримечательности
- Усадьба Рыдзевских. Все постройки, включая усадебный дом не сохранились. До нашего времени сохранились лишь фрагменты приусадебного парка[3].
- Церковь св. Параскевы Пятницы. Построена в 1993 году
- Кладбище солдат Первой мировой войны[5]
- Памятник землякам, погибшим в Великую Отечественную войну[6]